# 犯罪 (小説)
『犯罪』（はんざい、Verbrechen ）は、ドイツの作家フェルディナント・フォン・シーラッハによる小説の短編集。1編20ページ前後の短編が11編収録されている。
刑事事件専門の弁護士である著者が、実際に自身の事務所で取り扱った事件をモデルに書き上げた作品で、彼の処女作である。翌2010年には第2作『罪悪』を上梓した。ドイツでの発行部数は45万部を越え、世界32カ国で翻訳されており、ウォール・ストリート・ジャーナル（アメリカ）、インデペンデント（イギリス）、フィガロ（フランス）、ラ・レプッブリカ（イタリア）等、各国の主要紙が称賛の書評を寄せた。
ドイツ本国ではクライスト賞を受賞。日本では翻訳ミステリー大賞にノミネートされたほか、本屋大賞で新設された翻訳部門で1位、「ミステリが読みたい!」（早川書房）、「週刊文春ミステリーベスト10」（文藝春秋）、「このミステリーがすごい!」（宝島社）で2位にランクインした。また、2012年に27年ぶりに選出された東西ミステリーベスト100にランクインした最も新しい作品となった。
ZDF（ドイツ第2国営テレビ）により収録作のうち6話がテレビドラマ化されているほか、他2作のテレビドラマ化や、第5話「幸運」のドーリス・デリエ監督・脚本による映画化も決定している。日本では、俳優の橋爪功が2013年12月に第2作と合わせて「犯罪 / 罪悪」の朗読劇の自主公演を行った。
原著はドイツでの映画化に合わせて刊行されたペーパーバック版で大幅に改訂されているが、東京創元社から刊行されている日本語訳版は改定前のハードカバー版を底本としているため、内容の一部が異なっている。

## 収録作品
- フェーナー氏 Fähner
- タナタ氏の茶盌 Tanatas Teeschale
- チェロ Das Cello
- ハリネズミ Der Igel
- 幸運 Glück
- サマータイム Summertime
- 正当防衛 Notwehr
- 緑 Grün
- 棘 Der Dorn
- 愛情 Liebe
- エチオピアの男 Der Äthiopier

## テレビドラマ
ZDF（ドイツ第2国営テレビ）で「フェーナー氏」「タナタ氏の茶盌」「緑」「ハリネズミ」「サマータイム」「正当防衛」の全6話がテレビドラマ化された。監督は各話ごとに異なる競作形式である。日本では、「犯罪〜ドイツの奇妙な事件〜」のタイトルでAXNミステリーにて2014年4月12日に全6話が一挙に放送された。

## トリビア
すべての話で共通しているのが、リンゴが必ず登場するということ。物語の鍵になっていることもある。